# Phintella hainani
Phintella hainani là một loài nhện trong họ Salticidae.
Loài này thuộc chi Phintella. Phintella hainani được Da-xiang Song, Gu & Jun Chen miêu tả năm 1988.